# Spalax graecus
Spalax graecus är en däggdjursart som beskrevs av Alfred Nehring 1898. Spalax graecus ingår i släktet Spalax och familjen mullvadsråttor. IUCN kategoriserar arten globalt som nära hotad.

## Taxonomi
Catalogue of Life listar S. graecus istricus som en synonym; andra auktoriteter betraktar emellertid taxonet som antingen en underart, eller en självständig art.

## Beskrivning
Arten är en blind gnagare med kilformat huvud och gråaktig päls. Nacken och ibland även pannan är vita. De outvecklade ögonen är helt dolda under huden. Svansen saknas nästan helt. Kroppslängden är 19 till 31 cm, och vikten 200 till 450 g.

## Utbredning
Denna gnagare förekommer med flera från varandra skilda populationer i Rumänien, Moldavien och Ukraina. De senaste observationerna i Ukraina gjordes för 20 till 40 år sedan (räknat från 2008). Arten lever i låglandet och på högplatå.

## Ekologi
Habitatet utgörs av stäpper, andra gräsmarker och av jordbruksmark men Spalax graecus undviker allt för torra områden.
Individerna gräver komplexa underjordiska tunnelsystem. Födan utgörs nästan uteslutande av rötter, rotfrukter och andra underjordiska växtdelar. Arten är nattaktiv och lämnar sällan sina tunnelsystem.